# Зозулинець мавпячий
{{#ifeq:0|0|{{#if:|{{#if:Orchissimia|[[]}}|}}}}
Зозулинець мавпячий (Orchis simia) — багаторічна трав'яниста рослина родини зозулинцевих (орхідних). Занесена до Червоної книги України.

## Опис
Геофіт. Бульби овальні або кулясті. Стебло 20—45 см заввишки. Листки видовжено-ланцетні, тупі, до основи звужені. Квітки двостатеві, неправильні, блідо-пурпурові, зібрані в густий яйцеподібний колос; приквітки лускоподібні, набагато коротші за зав'язь; середня лопать губи дволопатева, її частки довгі (до 1 см), вузьколінійні або лінійні з шилоподібним зубцем між ними; бокові лопаті лінійні, до 7,5 см завдовжки. Плід — коробочка. Цвіте у квітні — травні.

## Умови місцезростання
Росте на узліссях і лісових галявинах ялівцевих і пухнастодубових лісів, серед чагарників, на гірських луках та схилах. У нижньому гірському поясі південного макросхилу Кримської гряди зустрічається в ценозах союзів Jasminio-Juniperion excelsae, Carpino orientalis-Quercion pubescentis, Elytrigio nodosae-Quercion pubescentis кл. Quercetea pubescenti-petraea. На північному макросхилі Кримських гір росте в ценозах порядку QuercoCarpinetalia betuli (кл. Querco-Fagetea). Ксеромезофіт.

## Поширення
Атлантична і Східна Європа, Середземномор'я, Балканський півострів, Крим, Кавказ, Мала та Середня (гірська система Копет-Даг) Азія.
В Україні рідкісна рослина. Зрідка трапляється в Гірському Криму та на околиці Феодосії по чагарниках, на лісових галявинах, гірських луках та на схилах.

## Охорона
Занесена до Червоної книги України, статус — вразливий. Занесено до Додатку II Конвенції CITES. Охороняється в Кримському, «Мис Мартьян», Ялтинському гірсько-лісовому, Карадазькому природному заповіднику.

## Заготівля і зберігання
Заготовляти в місцях зростання категорично заборонено. З лікувальною метою використовують вирощені на плантації бульбокорені, які збирають одразу після цвітіння рослини. Заготовляють лише молоді, дочірні бульби, старі бульби викидають. Зібрані бульби добре миють, на 4—5 хв занурюють у киплячу воду, а після цього сушать на відкритому повітрі, під наметом або в сушарці при температурі 50—55°. Одержана таким чином сировина називається «бульби салеп» (Tubera Salep). З 10 кг сирих бульб одержують 1 кг сухих. Зберігають у невологих, добре провітрюваних приміщеннях. Строк придатності — 6 років. Аптеки салеп не відпускають.

## Хімічний склад
Бульбокорені містять слиз (до 50 %), крохмаль (до 27 %), декстрин, пентозани, сахарозу тощо.

## Фармакологічні властивості і використання
Салеп — добрий обволікаючий, протизапальний і загальнозміцнюючий засіб. Він перешкоджає всмоктуванню шкідливих речовин з шлунково-кишкового тракту. Як обволікаючий і протизапальний засіб салеп призначають при гострих і хронічних захворюваннях дихальних шляхів та при запаленні шлунково-кишкового тракту. Ефективним є використання салепу при бронхітах, гастроентеритах, колітах і виразковій хворобі. Слиз салепу п'ють при отруєнні, щоб затримати всмоктування отрути. Застосовують у вигляді слизу перорально і в клізмах. Дійовим засобом вважається салеп при загальному виснаженні організму, зумовленому тривалими кровотечами, фізичною і розумовою перевтомою й туберкульозом та при імпотенції. Порошок старих бульб вважався абортивним і протизаплідним засобом, а також засобом, що регулює місячні. Настій трави любки вважався сечогінним, потогінним і гіпотензивним засобом. Насіння використовували при епілепсії.